# Benjamin Bilse
Benjamin Bilse   (Legnica, 17 d'agost de 1816 - Legnica, 13 de juliol de 1902) va ser un compositor i director d'orquestra alemany.
Va obtenir una rica formació musical, en el Conservatori de Viena sota el violinista Joseph Böhm, i va actuar en l'orquestra de Johann Strauss I. De retorn a Liegnitz, es convertí en mestre de capella municipal el 1842.
Des del 1867 va actuar regularment amb la "Bilse's Band" (Bilse'sche Kapelle) al Concerthaus de Leipziger Straße a Berlín. L'orquestra es va fer cada vegada més popular, Bilse va recórrer Europa i va oferir concerts a Sant Petersburg, Riga, Varsòvia, Amsterdam, Viena, així com a l'Exposició Universal de París de 1867, on la seva banda va interpretar The Blue Danube juntament amb Johann Strauss II. Aquell mateix any l'emperador Guillermo I li confià la direcció de la seva orquestra imperial, caracateritzan-se l'execució que va saber imprimir a les obres que executava, per la seva irreprotxable tècnica, imitada después per gran nombre d'orquestres alemanyes.
En 1873 Richard Wagner va dirigir l'orquestra en presència de l'emperador .
Després d'una aferrissada baralla amb Bilse per un altre viatge de quarta classe a Varsòvia, 54 músics el 1882 es van separar per fundar la "Former Bilse's Band" sota el director Ludwig von Brenner, poc després rebatejada com a Filharmònica de Berlín, avui una de les orquestres més importants del món. Bilse es va retirar el 1885 i va tornar a Liegnitz, on també va morir.